# Слуп (Куявсько-Поморське воєводство)
Слуп (пол. Słup, нім. Slupp, 1942-45: Starkenberg) — село в Польщі, у гміні Ґрута Ґрудзьондзького повіту Куявсько-Поморського воєводства.
Населення — 326 осіб (2011).
У 1975-1998 роках село належало до Торунського воєводства.

## Демографія
Демографічна структура станом на 31 березня 2011 року:
|          | Загалом | Допрацездатний вік | Працездатний вік | Постпрацездатний вік |
| -------- | ------- | ------------------ | ---------------- | -------------------- |
| Чоловіки | 164     | 40                 | 108              | 16                   |
| Жінки    | 162     | 37                 | 94               | 31                   |
| Разом    | 326     | 77                 | 202              | 47                   |